# Фигурнов, Константин Михайлович
Константи́н Миха́йлович Фигурно́в (1887, село Неклюдово, Карсунский уезд, Симбирская губерния — 1 октября 1961, Ленинград) — акушер-гинеколог, член-корреспондент Академии медицинских наук СССР (1946), генерал-майор медицинской службы. 

## Биография
Окончил Императорскую военно-медицинскую академию (1912). Во время Первой мировой войны попал в плен (был в то время в чине капитана). Находясь в плену, устроил госпиталь для пленных солдат.

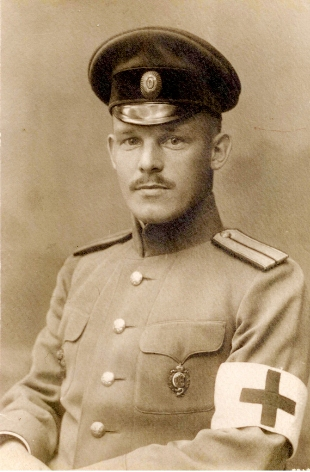
Фото времён Первой мировой

С 1919 — старший врач стрелкового полка Красной Армии, позднее — помощник главного врача клинического военного госпиталя. В 1921 году вернулся в академию, где защитил докторскую диссертацию (1923) и работал начальником кафедры акушерства и гинекологии.
Во время Великой Отечественной войны неоднократно выезжал на фронты. Был организатором и первым председателем Самаркандского общества врачей акушеров-гинекологов.
Фигурнов — автор 67 научных работ, в том числе по вопросам социальной гинекологии («Труд и беременность»), был редактором отдела «Акушерство и гинекология» 2-го издания Большой медицинской энциклопедии.
Скончался 1 октября 1961 года в Ленинграде и похоронен на Богословском кладбище Санкт-Петербурга.
В Военно-медицинском музее хранится личный персональный архив К. М. Фигурнова. В 1968 году в здании Военно-Медицинской Академии (Клиническая ул., 4) была установлена мраморная мемориальная доска с текстом «Здесь с 1921 по 1961 г. работал выдающийся акушер-гинеколог, член-корреспондент АМН СССР, профессор Константин Михайлович Фигурнов».